# Agarista pulchella
Agarista pulchella är en ljungväxtart som beskrevs av Chamisso och G, Don. Agarista pulchella ingår i släktet Agarista och familjen ljungväxter. Utöver nominatformen finns också underarten A. p. cordifolia.